# Ulvi Cemal Erkin
Ulvi Cemal Erkin (ulˈvi dʒeˈmal eɾˈcin) (14 mars 1906 — 15 septembre 1972) est un membre du groupe de pionniers de compositeurs symphoniques en Turquie, nés dans la période 1904/1910, qui seront plus tard appelés Les Cinq Turcs. Ces compositeurs définissent la direction de la musique dans la République turque nouvellement créée. L'utilisation de la musique populaire turque et d'éléments modaux dans un style symphonique occidental caractérise ces compositeurs.

## Biographie
L'aptitude à la musique d'Ulvi Cemal Erkin est remarqué dès son jeune âge par sa mère elle-même pianiste. Son père, haut fonctionnaire dans l'administration Ottomane, a une septicémie et meurt alors qu'Erkin a sept ans. La mère veuve et ses trois enfants trouvent refuge dans le manoir du grand-père maternel également haut fonctionnaire dans l'Empire Ottoman déclinant.
Erkin prend ses premières leçons de piano avec Mercenier, un Français, puis plus tard avec Adinolfi. Il est scolarisé au Lycée de Galatasaray.
La nouvelle république voulait se moderniser et occidentaliser tous les aspects de la vie, y compris la musique. Atatürk avait longtemps réfléchi à une rénovation dans ce domaine et était très désireux de la voir en œuvre. À cette fin, des bourses furent attribués pour que les jeunes étudiants aillent étudier dans d'autres institutions européennes. Ulvi Cemal Erkin a dix-neuf ans quand il remporte le concours du Ministère de l’Éducation pour obtenir une bourse afin d'étudier la musique à Paris avec deux autres étudiants, Cezmi Rifki Erinc et Ekrem Zeki Un en 1925. Il étudie au Conservatoire de Paris et à l'École Normale de Musique. Il étudie le piano avec Isidor Philippe et la composition avec Jean, Noël Gallon et Nadia Boulanger.
À son retour en Turquie en 1930 il commence à enseigner à la Musiki Muallim Mektebi. Il y rencontre sa femme Ferhunde Erkin (en) (née Remzi), elle-même pianiste, diplômée du Conservatoire de Leipzig et enseignante dans la même école. Il se marie le 29 septembre 1932 avec elle. Elle devient sa muse et sa meilleure interprète. Toute leur vie ils s'efforcent d'encourager et de former de jeunes musiciens avec les faibles moyens accordés aux institutions, et de mettre en place un public pour la musique polyphonique à travers l'Anatolie.
Erkin partage le grand prix du Parti républicain du peuple avec Ahmet Adnan Saygun et Hasan Ferit Alnar en 1943 pour son concerto pour piano. Il compose la fameuse suite pour orchestre Köçekçe la même année. C'est Alfred Cortot qui lui donne l'idée de composer un concerto pour piano durant son séjour en Turquie après avoir entendu son quatuor.
Le concerto pour piano et la suite pour orchestre Köçekçe sont créés par l'Orchestre Symphonique Présidentiel (tr) le 11 mars 1943. L'orchestre est dirigé par Ernst Praetorius et la soliste est Ferhunde Erkin. À la demande de l'ambassadeur Franz von Papen le concerto est joué à Berlin le 8 octobre 1943. L'Orchestre de la ville de Berlin est dirigé par Fritz Zaun et la soliste est encore Ferhunde Erkin.
Erkin, qui compose ses premières œuvres alors qu'il est étudiant à Paris, est un compositeur prolifique tout au long de sa carrière de professeur de musique qu'il commence en 1930 à vingt-quatre ans. Il dirige également l'orchestre d'étudiants du conservatoire et compose la Sinfonietta, une œuvre composée spécialement pour aider les instrumentalistes à surmonter certaines difficultés modales ou instrumentales particulières à la musique turque.
Grâce à sa qualité réelle, sa chaleur et sa simplicité apparente la musique d'Erkin fut véritablement influente dans l'éveil de l'enthousiasme du public turc pour la musique polyphonique, et ses œuvres furent parmi celles le plus souvent jouées. Le pouvoir spirituel de la musique traditionnelle modale se reflète magistralement en dépit de l'absence des quarts de tons dans les instruments d'orchestre occidentaux et les battements rythmiques irréguliers de la musique folklorique sont extraordinairement employés dans la structure harmonique et l'orchestration.
Ses œuvres sont régulièrement jouées en dehors de la Turquie et Erkin les a personnellement dirigées avec des orchestres comme le Philharmonique Tchèque, l'Orchestre de Cologne ou l'Orchestre philharmonique de Radio France.
Erkin avait une faiblesse au cœur depuis la fin de sa quarantaine et il eut une dernière attaque le 15 septembre 1972 à soixante-cinq ans. Il fut enterré au cimetière Karşıyala à Ankara.

## Honneurs
Erkin reçoit les Palmes Académiques, est fait chevalier de la Légion d'honneur. Il reçoit la Médaille de la République Italienne, ainsi que le titre d'artiste d'État (en) par le gouvernement turc en 1971, puis une médaille d'honneur posthume de la Sevda-Cenap And Music Foundation en 1991. Un timbre-poste commémorant sa vie est émis par la Poste Turque en 1985.
En juillet 2010, la municipalité de Çankaya (Ankara) organise un concours national d'architecture pour la construction d'une salle de concert de deux mille places portant son nom. Le concours est remporté par les architectes Ramazan Avcı, Seden Cinasal Avcı et Evren Başbuğ.

## Œuvres
- Deux danses, pour orchestre, 1930. Créé en 1931 par l'ensemble musical présidentiel, Ankara.
- Concertino, pour piano et orchestre, 1932. Première interprétation sur deux pianos par Ferhunde Erkin et par le compositeur. Créé en 1934 par l'orchestre philharmonique présidentiel dirigé par le compositeur.
- Five Drops, pour piano. Animato, Lento, Tranquillo, Energico, Moderato. Créé par le compositeur le 7 novembre 1931, Sivas Military Social Center.
- "Full Moon" et "Nightingale", pour soprano et petit orchestre, 1932.
- "Lullaby, Improvisation et Zeybek Air", pour violon et piano, 1929 - 1932.
- Bayram, pour orchestre, 1934. Créé par l'orchestre philharmonique présidentiel sous la direction du compositeur 1934.
- Quatuor à cordes, 1935 - 1936. Mouvements : Allegro ma non troppo, Allegro scherzando, Andante, Allegro quasi improvisatione. Créé les 22–23 avril 1938.
- "Sensations", 11 pièces pour piano, 1937. Titres : The Game (Allegro Vivo), 2. The Little Shepherd (Andante), 3. The Brook (Allegro Vivo), 4. The Ox-Cart (Largo), 5. The Game (Allegro Vivo), 6. Marching Song (Tempo di Marcia), 7. The Joke (Vivace), Flights (Agitato), 9. The Game (Allegro), 10. Don't Weep Beloved (Lento), 11. Zeybek Air (Allegro Moderato). Créé par Ferhunde Erkin, 17 avril 1947.
- Six chants populaires, pour voix et piano. "The Reunion", "Oh Hanife", "Mastic dribbles along the pine trunk", "Full moon", "Ferment", "Turkmeni", pour voix et piano, 1936. (Composés à l'origine pour voix et piano, un accompagnement orchestral fut plus tard ajouté par le compositeur.)
- Twelve Folk Songs arranged in two parts, 1936. "Oh, do not weep", "Istanbul is such a fine red coral land", "Zühre: In deep seas twine", "I roam from land to land", "Efe Song -Yörük Ali: Of all the cool and clear brooks", "Sille square", "Katurjolu zeybek", "A zeybek blond et burly", "I was born in Bergama (Bergama 1)", "Let me reach this cloudy mountain peak", "I was born in Bergama (Bergama 2)", "In green meadows". Composés sur la suggestion de Paul Hindemith
- Seven Folk Songs, pour voix et orchestre. "The Reunion", "Oh, Hanife", "Mastic dribbles along the pine trunk", "Full moon", "Ferment", "Turkmeni", "The Nightingale", 1939.
- Concerto pour Piano 1942. Mouvements : Allegro, Andante, Scherzo, Andante – Allegro. Première interprétation par l'orchestre philharmonique présidentiel, dirigé par Ernst Praetorius, Piano : Ferhunde Erkin, Radio Ankara, 11 mars 1943.
- Köçekçe, danse rhapsody pour orchestre, 1943. Créé par l'orchestre philharmonique présidentiel, direction : Ernst Praetorius, Radio Ankara, 1er février 1943.
- Six Folk Songs for mixed chorus, "Myrtle grows on their front yard", "Ferai", "Whose beloved are you", "Water awakens the trench", "Song of the partridge", "Superb is your daughter ma’am", 1945.
- Quintette avec Piano, pour piano, deux violons, alto et violoncelle, 1946. Mouvements : Moderato, Adagio mesto, Ritmico Energico, Allegro vivo.
- Sonate, pour piano. 1946. Mouvements : Allegro, Adagio molto sostenuto, Allegro.
- 1. Symphonie, pour orchestre, 20 avril 1946. Mouvements : Allegro aperto, Adagio, Allegro scherzando, Moderato-Allegro non troppo.
- Concerto pour violon. 1946 - 1947. Mouvements : Allegro giusto, Adagio, Allegro con fuoco.
- 2. Symphonie. 1948 -1951 (ébauche), 1958 (fin de l'orchestration).
- Musique de ballet de Keloğlan, 2 juin 1958, chorégraphie de Ninette de Valois.
- Karagöz, musique de scène pour une pièce pour enfants, "Karagöz in Ankara", écrite par İsmail Hakkı Baltacıoğlu.
- Sinfonietta, pour orchestre à cordes, 1951 - 1959. Mouvements : Allegro, Adagio, Allegro.
- Ten folk songs arranged pour mixed chorus, 1. Madımak: Knotgrass (Sivas, halay dance pour women), 2. Nutter girl (Erzurum folk dance), 3. Dirvana: Dove in laz language (Trabzon folk song), 4.The ice cream vendor, 5. Salına salına: Your swaying gait, 6. Advice, 7. The rose has my soul, 8. Herald, I'm undone, 9. Misty mountains (Erzincan folk song), 10. Fair-haired bride. 1963.
- Six preludes pour piano. 1965 - 1967.
- Symphonie Concertante, pour piano et orchestre, Novembre 1965 - 7 août 1966. Mouvements : Andante con moto, Adagio, Allegro Moderato.
- Mouvement Symphonique (pour grand orchestre). 1968 - 1969